# Toon Disney
Toon Disney était la chaîne de télévision internationale pour la jeunesse de la Walt Disney Company. Créée le 18 avril 1998 aux États-Unis comme une seconde offre télévisuelle, variante de Disney Channel, en anglais et en espagnol, elle diffusait en continu des dessins animés et quelques programmes en images réelles à la manière de Cartoon Network (Time Warner).
À l'origine, la programmation de la chaîne était constituée des anciennes séries télévisées de Disney, dont celles diffusées dans les blocs de programmes The Disney Afternoon et Disney's One Saturday Morning.
À partir du 4 septembre 2002, le réseau américain accueille le « bloc » de programmes Jetix (anciennement Fox Kids).
Elle est remplacée aux États-Unis par Disney XD le 14 février 2009.

## Listes des chaînes
- Royaume-Uni : Toon Disney (Royaume-Uni et Irlande) est remplacée le 19 mars 2006 par la chaîne Disney Cinemagic (Royaume-Uni et Irlande) ;
- France : Toon Disney (France), remplacée le 4 septembre 2007 par Disney Cinemagic France en raison de sa faible audience ;
- États-Unis : remplacée par Disney XD le 14 février 2009 ;
- Japon : remplacée par Disney XD en août 2009[2] ;
- Inde : remplacée par Disney XD le 14 novembre 2009 ;
- Italie : disparue le 1er octobre 2011, remplacée par Disney Channel +2 et Disney XD +2 pour Toon Disney +1 ;
- Allemagne : remplacée par Disney XD en 2009 ;
- Espagne : Toon Disney (Espagne), remplacée par Disney Cinemagic le 1er juillet 2008 ;
- Scandinavie ( Norvège,  Suède,  Finlande et  Danemark) : remplacée par Disney XD en 2009.

## Logos

Premier logo de la chaîne aux États-Unis, similaire à celui de 1997 de Disney Channel
Logo de la chaîne de 2001 à 2004
Logo depuis 2004 avec l'éclatement de l'offre (utilisé en France)
Logo révisé à l'automne 2004 et présenté en 2005 (utilisé pour les États-Unis)